# 穿破裤子的慈善家
穿破裤子的慈善家（英語：The Ragged Troused Philanthristers）是爱尔兰作家罗伯特·特雷塞尔（本名为罗伯特·努南）的半自传体小说，于作者去世后的1914年出版。小说以真实、生动、毫不矫揉造作的语言，讲述了一位家庭画家在虚构的英国小镇穆格斯（以海滨小镇黑斯廷斯为蓝本）寻找工作，为自己、妻子和儿子避开济贫院的故事。小说带有明确的政治倾向，被广泛认为是工人阶级文学的经典。截至2003年，该书已售出100多万册。乔治·奥威尔将其描述为“每个人都应该读的书”。

## 版本

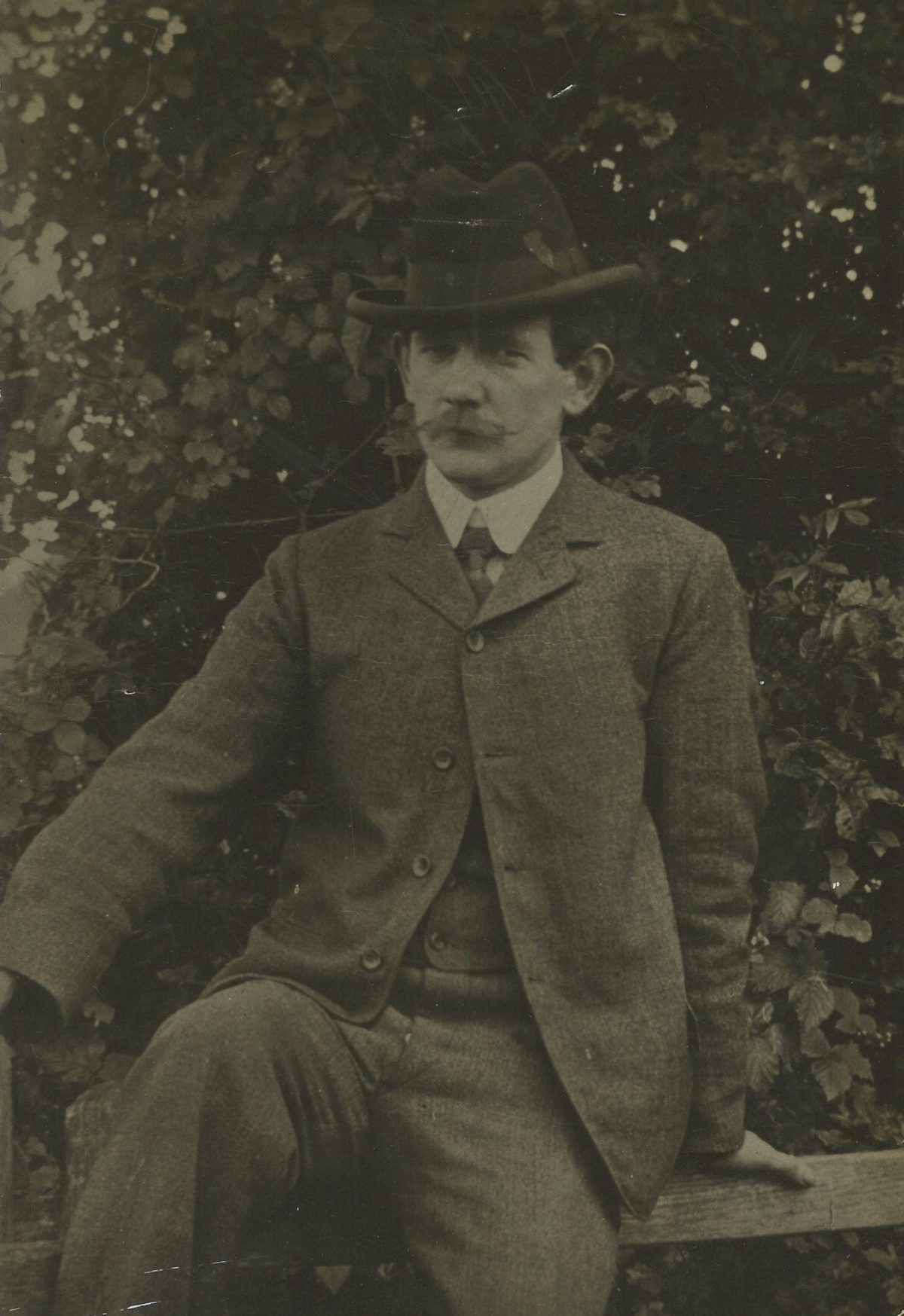
罗伯特·特雷塞尔

1911年，特雷塞尔在利物浦皇家医院因肺结核去世。1914年4月，特雷塞尔的女儿凯瑟琳·努南向雇主展示了父亲的手稿。最初的扉页由特雷塞尔自己绘制，副标题是：“地狱般的十二个月，由罗伯特·特雷塞尔这个该死的人讲述并写下。”。格兰特·理查兹有限公司出版了约三分之二的手稿。这个版本不仅省略了材料，还移动了文本，给了小说一个令人沮丧的结局。特雷塞尔的原稿于1955年由劳伦斯和威斯哈特首次出版。